# بدولا
بدولا (به لاتین: Bedolah) یک منطقهٔ مسکونی در اسرائیل است که در Hof Aza Regional Council واقع شده‌است.